# Große Synagoge von Algier

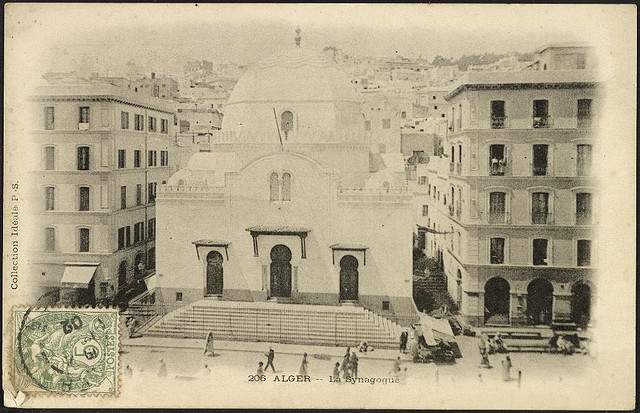
Die Große Synagoge 1902

Die Große Synagoge Rabbi Bloch (französisch Synagoge d’Alger) war eine historisch bedeutende Synagoge in Algier, der Hauptstadt von Algerien; nach der Vertreibung der algerischen Juden wurde sie in eine Moschee umgewandelt. Sie befand sich an der Straße Randon und war für viele Jahre die Hauptsynagoge der jüdischen Gemeinde Algeriens.
Die Große Synagoge wurde im Jahre 1865 aus Ziegeln im Stile der umliegenden Moscheen gebaut. Während des Algerienkrieges wurde die Synagoge im Juli 1960 angezündet, gebrandschatzt und zahlreiche Juden getötet. Am 11. Dezember des Jahres wurde die Synagoge erneut von einem arabischen Mob angegriffen, wobei die Torarollen sowie die Gebetbücher entweiht wurden. Nach der gewaltsamen Vertreibung der Juden aus der Stadt und deren Weggang nach Israel, Frankreich und die Vereinigten Staaten wurde das Gebäude endgültig geschlossen und stand danach aufgegeben.
Im Jahre 1962 wurde die Große Synagoge in die „Abu-Farès-Moschee“ (arabisch جامع اليهود Djamâa Lihoud) oder „Ibn-Fares-Moschee“ (algerisch-Arabisch Djamâa Ben farès) umgewandelt.